# Mustakoski
Mustakoski (en carélien : Muštakoški, en finnois : Mustakoski, en russe : Чёрный Поро́г, Chyorny Porog) est une municipalité rurale du raïon de Segueja en république de Carélie.

## Géographie
Mustakoski est situé au bord de l'Onihmajoki à 78 kilomètres au nord-ouest de Segueja.
La municipalité de Mustakoski a une superficie de 1 821,53 km2.
Mustakoski est bordé à l'est par Idel et Papinkoski du raïon de Segueja, et au sud par Karhumäki, à l'ouest par Mujejärvi et au nord par Belomorsk.
Mustakoski est traversé par les rivières Bolšaja, Bystritsa, Ieljoki (Idel), Jelma, Kamennaja, Onihmajoki (Onigma), Rema ja Tungutjoki (Tunguda). 
Les lacs de la commune sont Hiisjärvi (Hižjarvi), Ieljärvi (Idel), Kuutsujärvi (Kutšozero) et Ontajärvi.

## Démographie
Recensements (*) ou estimations de la population
| 2009 | 2010 | 2013 | - |
| ---- | ---- | ---- | - |
| 697  | 557  | 500  | - |